# Bettan & Jan Werners jul
Bettan & Jan Werners jul, släppt i Norge den 8 november 1999, är ett julalbum av den norska duon Bettan & Jan Werner, som bestod av sångarna Elisabeth Andreassen och Jan Werner Danielsen. Albumet spelades in i Uranienborg kirke i Oslo i mitten av 1999, och är baserat på de julkonserter de sedan 1997 genomfört i kyrkorna runt om i Norge. Albumet sålde 50 000 exemplar i Norge, vilket innebar att den sålde guld.

## Låtlista
1. Ave Maria
2. Glade jul (Glade jul, dejlige jul /Stille Nacht/Stilla natt)
3. Det lyser i stille grender
4. Nå tennes tusen julelys (Nu tändas tusen juleljus)
5. Det kimer nå til julefest
6. Gabriels oboe
7. Eg veit i himmelrik ei borg
8. Staffan var en stalledräng
9. Betlehemsstjärna
10. Da Pacem Domine
11. De Beata Virgine
12. Det hev ei rose sprunge (Es ist ein Ros entsprungen/Det är en ros utsprungen)
13. Maria Wiegenlied
14. Adeste Fideles
15. Domine Deus
16. Deilig er jorden (Dejlig er jorden/Härlig är jorden)

## Listplaceringar
| Lista (1999) | Topplacering |
| ------------ | ------------ |
| Norge        | 12           |